# Brigades Al-Quds
Les Brigades d'Al-Quds (àrab: سرايا القدس, Sarāyā al-Quds) és l'ala armada de l'organització islamista palestina Gihad Islàmic de Palestina, una milícia finançada en gran part pel règim de l'Iran. Estan especialment actives en la Cisjordània ocupada i a la Franja de Gaza. Les Brigades Al-Quds van ser fundades el 1981 per Fathi Shaqaqi i Abd Al Aziz Awda a Gaza.
Les Brigades d'Al-Quds van ser molt actives a Cisjordània, especialment a la ciutat de Jenin. Unes extenses operacions contra les seves infraestructures van ser dutes a terme per les FDI i van provocar greus pèrdues al grup, fins al punt que el 2004 el grup va semblar estar considerablement afeblit en aquesta regió.
L'1 de març de 2006, Abu al-Walid al-Dahdouh, el comandant de l'ala militar del grup, va ser atacat i mort per una bomba o un míssil quan passava al costat del Ministeri de Finances palestí. El 30 d'agost de 2006, el líder del braç militar del Gihad Islàmic a Cisjordània, les Brigades Al-Quds, Hussam Jaradat, va ser assassinat a trets per les Forces de Defensa d'Israel en una operació militar encoberta que va tenir lloc a la ciutat palestina de Jenin.
A la Franja de Gaza, les Brigades d'Al-Quds van seguir lluitant militarment amb, per exemple, atacs indiscriminats amb coets des de zones civils poblades. Les Brigades Al-Quds promouen la destrucció militar de l'estat d'Israel amb, per exemple, el llançament indiscriminat de coets i morters o amb els atemptats suïcides amb bombes. La comunitat internacional considera que l'ús dels atacs indiscriminats contra la població civil i l'ús d'escuts humans són actes il·legals en virtut del dret internacional.
La seva causa és l'establiment d'un Estat islàmic i l'assentament dels palestins en el que les brigades consideren la seva pàtria legítima dins de les fronteres geogràfiques de l'antic Mandat Britànic de Palestina, governat pels britànics abans de 1948. El grup es nega a participar en els processos polítics i/o en les negociacions sobre els assentaments israelians als Territoris Palestins.